# فلسفه مسیحی

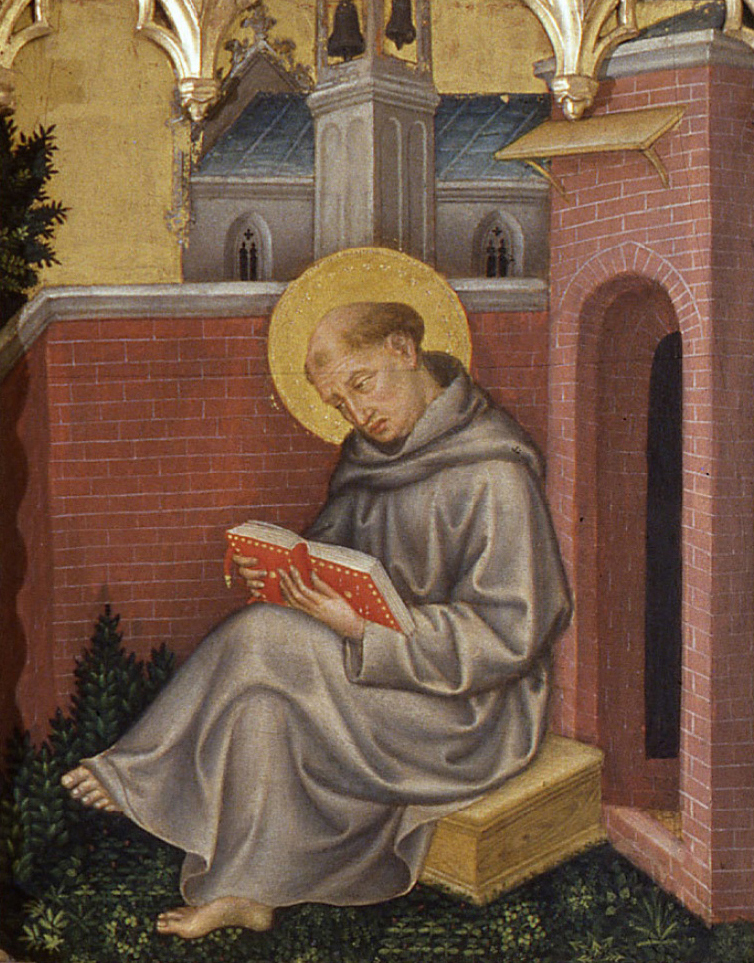
توماس آکویناس قدیس، فیلسوف مسیحی کلیسای کاتولیک

فلسفه مسیحی، شامل تمامی فلسفه‌های است که توسط مسیحیان در ارتباط به دین مسیحیت ارایه شده‌است. فلسفه مسیحی با هدف آشتی دادن علم و ایمان ظهور کرد و با تشریحات منطقی طبیعی به کمک مکاشفات مسیحی آغاز نمود. متفکران متعددی چون آگوستین باور داشتند که رابطهٔ موزونی میان علم و ایمان وجود دارد، برخی دیگر مانند ترتولیان ادعا نمودند که میان آن‌ها تناقض وجود دارد و برخی‌ها هم سعی کردند تا آن‌ها را از هم تفکیک نمایند.
پژوهشگرانی وجود دارند که وجود نفس فلسفه مسیحی را مورد پرسش قرار می‌دهند. این پژوهشگران مدعی هستند که هیچ اصالتی در تفکر مسیحی وجود ندارد و مفاهیم و ایده‌های آن برگرفته از فلسفه یونانی است. از این‌رو، فلسفه مسیحی از یک تفکر فلسفی محافظت می‌نماید که از قبل به‌طور قطعی توسط فلسفه یونانی تشریح شده‌است.
با این حال، بوهنر و گیلسون ادعا می‌نمایند که فلسفه مسیحی تنها تکراری از فلسفه باستان نیست، هرچند آن‌ها مدیون دانش یونانی هستند که توسط افلاطون، ارسطو و نوافلاطون‌گراها توسعه داده شده‌است. آن‌ها حتی ادعا می‌نمایند که فرهنگ یونانی به‌شکل اصیل خود در فلسفه مسیحی باقی‌مانده‌است.

## جنبه‌های تاریخی
فلسفه مسیحی در حدود قرن دوم میلادی آغاز گردید. این فلسفه از میان جنبش اجتماع مسیحی بنام پدرشناسی برخاست که هدف اصلی آن دفاع از مسیحیت بود. فلسفه مسیحی از قرن یازدهم میلادی به بعد تحت عنوان فلسفه مدرسی ظاهر شد. آن‌گونه که توسط «تی. آدائو لارا» اشاره شده‌است، این دورهٔ فلسفه قرون وسطایی است که تا قرن پانزدهم میلادی ادامه داشت. از قرن شانزدهم میلادی به بعد، فلسفه مسیحی همراه با نظریه‌های آن شروع به هم‌زیستی با نظریات علمی و فلسفی مستقل نمود.
توسعه ایده‌های مربوط به مسیحیت نشان دهنده یک وقفه در فلسفه یونانی‌ها است و یادآور این نکته است که نقطه آغاز فلسفه مسیحی، عبارت از پیام دینی مسیحیت است.
لارا فلسفه مسیحی را به سه عصر تقسیم می‌کند:
- فلسفه نخستین: پدرشناسی (قرن دوم تا هفتم میلادی).
- فلسفه قرون وسطایی: فلسفه مدرسی (قرن نهم تا سیزدهم میلادی).
- فلسفه پیشا مدرن: (قرن چهاردهم تا پانزدهم میلادی).[۵]

## مشخصات

### اثبات طبیعی
از لحاظ فلسفی نقطه آغاز فلسفه مسیحی منطق است، که الهیات مسیحی نیز از آن مستثنی نیست. اگرچه در فلسفه مسیحی رابطهٔ میان تعالیم مرتبط به الهیات و بازتاب آن‌ها از نظر فلسفی وجود دارد، اما این بازتاب‌ها شدیداً منطقی هستند. با در نظر داشت رابطه میان این دو زمینه، اگر حداقل یکی از فرضیات یک استدلال از مکاشفه مشتق شده باشد، این استدلال تحت حوزه الهیات قرار می‌گیرد؛ در غیر آن، استدلال تحت حوزه فلسفه قرار خواهد گرفت.

### توجیه حقایق ایمان
هدف نظریات فلسفی مسیحیت اساساً این است تا باورهای راسخ دینی را با استفاده از دلایل طبیعی از نظر منطقی هویدا سازند. گرایش یک فیلسوف مسیحی از طریق ایمان به موضوعات مرتبط به کیهان‌شناسی و زندگی روزمره مشخص می‌گردد. برخلاف فیلسوف سکولار، یک فیلسوف مسیحی شرایطی را برای تشخیص حقیقت جاودان جستجو می‌کند که دارای مشخصه مذهبی بودن است.
برفلسفه مسیحی نقد وجود دارد، چون دین مسیحیت در حال حاضر دین غالب است و توضیح تمامی ارزش‌ها را متمرکز می‌سازد. هم‌زیستی فلسفه و دین نیز تحت پرسش قرار می‌گیرد، چون فلسفه خود نقد کننده است و دین بر مبنای مکاشفه و جزم‌اندیشی‌ها بنا شده‌است. لارا باور دارد که پرسش‌ها و نوشته‌های دارای ویژگی فلسفی در قرون وسطا موجود بود، با این حال دین و الهیات در آن زمان تفوق داشت. بدین طریق، فلسفه مسیحی بر مبنای جزم‌اندیشی بنا شده بود و در برخی موارد از تفاسیر قابل توجه فلسفی جلوگیری نمی‌کرد.

### سنت
فلسفه مسیحی از فلسفه‌های ما قبل خود سر چشمه می‌گیرد. ژوستین به فلسفه یونانی باور دارد، آکادمی که آگوستین و پدرشناسی نیز به آن باورمند است. این آکادمی در سنت تفکر فلسفی مسیحیت یا یهودیت قرار دارد و از کتاب عهد عتیق یا به‌طور بنیادی تر از پیام کتاب بشارت سرچشمه می‌گیرد و در مرکز پیامی قرار دارد مسیحیت از آن دفاع می‌گردد.
فلسفه مدرسی تحت تأثیر فلسفه یهودی و فلسفه اسلامی قرار داشت. اروپای مسیحی به‌طور کامل از خود متأثر باقی نماند، بلکه تأثیرات قوی را از سایر فرهنگ‌ها متحمل شد.

### دیدگاه نظام‌ساز
تلاش‌هایی وجود دارد تا مشکلات مرتبط به واقعیت به‌طور نظام‌مند و جامع در یک هارمونی کامل روش‌مند گردد. روحیه خلاقانه وجود ندارد و فقدان آن به‌وسیله یک بینش کلی جبران می‌گردد. خود مکاشفات مسیحی، نظریات کلی برای مسیحیان فراهم می‌آورد.

## ارجاعات
1. ↑  Murray, Michael J.; Rea, Michael (2016).  Zalta, Edward N. (ed.). Philosophy and Christian Theology. Metaphysics Research Lab, Stanford University.
2. ↑  Existe uma filosofia cristã. 1978.
3. ↑  Boehner, Philoteus. Gilson, Etienne. História da filosofia cristã: desde às origens até Nicolau de Cusa, 8a edição, Petrópolis, Vozes, 2003, pág. 571
4. ↑  "What are the Patristics, and why should we study them?". www.monergism.com. Retrieved 2021-10-27.
5. ↑  Lara, pág. 13.
6. ↑  Boehner, pág. 10
7. ↑  Peter van Inwagen (May 2018). Metaphysics (4th ed.), Taylor and Francis, ISBN 978-0-429-96357-5. metaphysics must be distinguished from sacred or revealed theology. Theology is, by definition, the science or study of God. Theology partly overlaps metaphysics. What is common to theology and metaphysics is usually called philosophical, or natural, theology. It is the remaining part of theology that is called sacred, or revealed, theology.
8. ↑  "Murray, Michael J. and Michael Rea, "Philosophy and Christian Theology", The Stanford Encyclopedia of Philosophy (Spring 2020 Edition), Edward N. Zalta (ed.)". On this way of seeing the two disciplines, if at least one of the premises of an argument is derived from revelation, the argument falls in the domain of theology; otherwise it falls into philosophy's domain.
9. ↑  Boehner, pág. 10-11
10. ↑  Lara, pág. 11
11. ↑  Lara, pág. 13